# Quercus neopalmeri
Quercus neopalmeri là một loài thực vật có hoa trong họ Cử. Loài này được Sudw. miêu tả khoa học đầu tiên năm 1927.